# Публий Кальпурний Ацилиан Аттик Руф
Публий Кальпурний Ацилиан Аттик Руф (лат. Publius Calpurnius Atilianus Atticus Rufus) — римский политический первой половины II века.
В 135 году Руф занимал должность ординарного консула вместе с Титом Тутилием Луперком Понтианом. В 139 году он находился на посту легата пропретора провинции Сирия Палестинская. Больше о нём ничего неизвестно.